# 7. Międzynarodowy Festiwal Filmowy w Wenecji (1946)
7. Międzynarodowy Festiwal Filmowy w Wenecji odbył się w dniach 31 sierpnia – 15 września 1946 roku.
Jury pod przewodnictwem włoskiego krytyka filmowego Francesco Pasinettiego przyznało nagrodę główną festiwalu, Wenecką Międzynarodową Nagrodę Główną, amerykańskiemu filmowi Południowiec w reżyserii Jeana Renoira.

## Członkowie jury

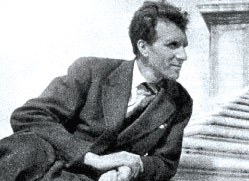
Przewodniczący jury konkursu głównego Francesco Pasinetti

### Konkurs główny
- Francesco Pasinetti, włoski krytyk filmowy − przewodniczący jury[2]
- Umberto Barbaro, włoski krytyk filmowy
- Francesco Callari, włoski dziennikarz
- Nikołaj Gorszkow, rosyjski dziennikarz
- Vinicio Marinucci, włoski scenarzysta
- Pierre Michaut, francuski dziennikarz
- Gino Visentini, włoski scenarzysta